# Ibirapuitã
Ibirapuitã là một đô thị thuộc bang Rio Grande do Sul, Brasil. Đô thị này có diện tích 307,028 km², dân số năm 2007 là 4182 người, mật độ 13,62 người/km².